# ATC code G04
ATC code G04 داروهای مرتبط با پزشکی مجاری ادراری زیرگروهی درمانی از سیستم طبقه‌بندی شیمیایی درمانی آناتومیک است. این سیستمِ متشکل از کدهای حرفی‌عددی را سازمان جهانی بهداشت برای طبقه‌بندی داروها و سایر تولیدات پزشکی ایجاد کرده است. زیرگروه G04 جزوی از گروه آناتومیک G دستگاه ادراری-تناسلی و هورمون‌های جنسی است.

کدهای مورد استفاده در دامپزشکی (کدهای ATCvet) را می‌توان با گذاشتن حرف Q جلو کدهای انسانی ATC ایجاد کرد: مثلاً QG04. کدهای ATCvet که فاقد کدهای انسانی متناظر ATC هستند، در فهرست ذیل با حرف آغازین Q ذکر شده‌اند.
ممکن است نسخه‌های ملی از طبقه‌بندی ATC حاوی کدهای اضافه‌ای باشند که در این فهرست (نسخهٔ سازمان جهانی بهداشت) نیامده باشند.

## G04B داروهای مرتبط با پزشکی مجاری ادراری

### G04BAAcidifiers
G04BA01 آمونیوم کلرید
G04BA03 کلرید کلسیم
QG04BA90 متیونین

### G04BC Urinaryconcrementsolvents
گروه خالی

### G04BD Drugs for urinary frequency and incontinence
G04BD01 Emepronium
G04BD02 Flavoxate
G04BD03 Meladrazine
G04BD04 اکسی بوتینین کلراید
G04BD05 Terodiline
G04BD06 Propiverine
G04BD07 تولترودین
G04BD08 Solifenacin
G04BD09 Trospium
G04BD10 داریفناسین
G04BD11 Fesoterodine
G04BD12 Mirabegron
G04BD13 Desfesoterodine

### G04BE داروهای مورد استفاده دراختلال نعوظ
G04BE01 Alprostadil
G04BE02 پاپاورین
G04BE03 سیلدنافیل
G04BE04 یوهمبین
G04BE06 Moxisylyte
G04BE07 آپومرفین
G04BE08 تادافیل
G04BE09 Vardenafil
G04BE10 Avanafil
G04BE11 Udenafil
G04BE30 Combinations
G04BE52 Papaverine, combinations

### QG04BQ Urinary alkalizers
QG04BQ01 بی‌کربنات سدیم

### G04BX سایر داروهای مرتبط با پزشکی مجاری ادراری
G04BX01 منیزیم هیدروکسید
G04BX03 Acetohydroxamic acid
G04BX06 فنازوپیریدین
G04BX10 سوکسینامید
G04BX11 کلاژن
G04BX12 فنول سالیسیلات
G04BX13 دی‌متیل سولفواکسید
G04BX14 داپوکستین
G04BX15 Pentosan polysulfate sodium
G04BX16 تیوپرونین
QG04BX56 Phenazopyridine, combinations
QG04BX90 افدرین
QG04BX91 فنیل پروپانول آمین

## G04C داروهای مورد استفاده درهایپرپلازی خوش‌خیم پروستات

### G04CA  Alpha-adrenoreceptor antagonists
G04CA01 Alfuzosin
G04CA02 تامسولوسین
G04CA03 ترازوسین
G04CA04 Silodosin
G04CA51 Alfuzosin and فیناستراید
G04CA52 Tamsulosin and dutasteride
G04CA53 Tamsulosin and solifenacin

### G04CBTestosterone-5-alpha reductase inhibitors
G04CB01 فیناستراید
G04CB02 Dutasteride

### G04CX Other drugs used in benign prostatic hypertrophy
G04CX01 پیجیوم آفریکانومe cortex
G04CX02 Sabalis serrulatae fructus
G04CX03 Mepartricin
QG04CX90 Osaterone